# Дургам Ісмаїл
Дургам Ісмаїл (араб. ضرغام إسماعيل, нар. 23 травня 1994, Майсан) — іракський футболіст, захисник клубу «Аш-Шурта» та національної збірної Іраку.

## Клубна кар'єра
У дорослому футболі дебютував 2009 року виступами за «Нафт Майсан». До складу клубу «Аш-Шурта» приєднався 2011 року. Відтоді встиг відіграти за багдадську команду 89 матчів в національному чемпіонаті.

## Виступи за збірні
2009 року дебютував у складі юнацької збірної Іраку, у складі якої брав участь у юнацькому чемпіонаті Азії 2010 року, де забив гол у матчі проти однолітків з Кувейту, а іракці дійшли до чвертьфіналу. Всього взяв участь у 8 іграх на юнацькому рівні, відзначившись одним забитим голом.
Протягом 2011-2013 років залучався до складу молодіжної збірної Іраку. На молодіжному рівні зіграв у 17 офіційних матчах, забив 4 голи.
12 січня 2013 року дебютував в офіційних матчах у складі національної збірної Іраку в матчі проти збірної Ємену (2:0) на Кубку націй Перської затоки, де відразу забив у своєму першому міжнародному матчі зі штрафного. В підсумку збірна Іраку стала фіналістом турніру.
29 грудня 2014 року Дургам був включений до заявки збірної Іраку на кубок Азії 2015 року в Австралії. В чвертьфінальному матчі проти збірної Ірану (3:3) Ісмаїл забив третій гол Іраку, а в серії пенальті Дургам забив один з голів і допоміг своїй збірній перемогти 7:6 і пройти далі. В підсумку збірна Іраку зайняла четверте місце на турнірі.
Наразі провів у формі головної команди країни 25 матчів, забивши 2 голи.

## Титули і досягнення
- Чемпіон Іраку: 2012–13, 2018–19
- Володар Суперкубка Іраку: 2019

Збірні
- Чемпіон Азії (U-23): 2013
- Бронзовий призер Азійських ігор: 2014